# Naito Ehara
Naito Ehara (Japó, 30 de juliol de 1993) és un nedador japonès especialitzat en la prova de 4x200 metres estil lliure, en la qual va aconseguir ser medallista de bronze olímpic el 2016.

## Carrera esportiva
Als Jocs Olímpics de Rio 2016 va guanyar la medalla de bronze en els relleus de 4x200 metres estil lliure, amb un temps de 7:03.50 segons, després dels Estats Units (or) i Regne Unit (plata), sent els seus companys d'equip: Kosuke Hagino, Yuki Kobori i Takeshi Matsuda.